# Список астероїдів (15501—15600)
| Назва                                 | Тимчасове позначення | Дата відкриття    | Місце відкриття            | Відкривач                   |
| ------------------------------------- | -------------------- | ----------------- | -------------------------- | --------------------------- |
| 15501 Піпавловські (Pepawlowski)      | 1999 NK10            | 13 липня 1999     | Сокорро (Нью-Мексико)      | LINEAR                      |
| (15502) 1999 NV27                     | 1999 NV27            | 14 липня 1999     | Сокорро (Нью-Мексико)      | LINEAR                      |
| (15503) 1999 RD25                     | 1999 RD25            | 7 вересня 1999    | Сокорро (Нью-Мексико)      | LINEAR                      |
| (15504) 1999 RG33                     | 1999 RG33            | 4 вересня 1999    | Каталінський огляд         | Каталінський огляд          |
| (15505) 1999 RF56                     | 1999 RF56            | 7 вересня 1999    | Сокорро (Нью-Мексико)      | LINEAR                      |
| 15506 Прейджел (Preygel)              | 1999 RX132           | 9 вересня 1999    | Сокорро (Нью-Мексико)      | LINEAR                      |
| 15507 Ренґаражан (Rengarajan)         | 1999 RC166           | 9 вересня 1999    | Сокорро (Нью-Мексико)      | LINEAR                      |
| (15508) 1999 TE38                     | 1999 TE38            | 1 жовтня 1999     | Каталінський огляд         | Каталінський огляд          |
| (15509) 1999 TX113                    | 1999 TX113           | 4 жовтня 1999     | Сокорро (Нью-Мексико)      | LINEAR                      |
| 15510 Фібіраундс (Phoeberounds)       | 1999 TF127           | 4 жовтня 1999     | Сокорро (Нью-Мексико)      | LINEAR                      |
| (15511) 1999 TD185                    | 1999 TD185           | 12 жовтня 1999    | Сокорро (Нью-Мексико)      | LINEAR                      |
| 15512 Снайдер (Snyder)                | 1999 UK1             | 18 жовтня 1999    | Обсерваторія Джанк-Бонд    | Джефрі Медкеф, Девід Гілі   |
| 15513 Еммерманн (Emmermann)           | 1999 UV38            | 29 жовтня 1999    | Станція Андерсон-Меса      | LONEOS                      |
| (15514) 1999 VW24                     | 1999 VW24            | 13 листопада 1999 | Обсерваторія Оїдзумі       | Такао Кобаяші               |
| (15515) 1999 VN80                     | 1999 VN80            | 4 листопада 1999  | Сокорро (Нью-Мексико)      | LINEAR                      |
| (15516) 1999 VN86                     | 1999 VN86            | 5 листопада 1999  | Сокорро (Нью-Мексико)      | LINEAR                      |
| (15517) 1999 VS113                    | 1999 VS113           | 4 листопада 1999  | Каталінський огляд         | Каталінський огляд          |
| (15518) 1999 VY153                    | 1999 VY153           | 10 листопада 1999 | Каталінський огляд         | Каталінський огляд          |
| (15519) 1999 XW                       | 1999 XW              | 2 грудня 1999     | Обсерваторія Оїдзумі       | Такао Кобаяші               |
| (15520) 1999 XK98                     | 1999 XK98            | 7 грудня 1999     | Сокорро (Нью-Мексико)      | LINEAR                      |
| (15521) 1999 XH133                    | 1999 XH133           | 12 грудня 1999    | Сокорро (Нью-Мексико)      | LINEAR                      |
| 15522 Трублуд (Trueblood)             | 1999 XX136           | 14 грудня 1999    | Обсерваторія Фаунтін-Гіллс | Чарльз Джулз                |
| 15523 Ґренвіль (Grenville)            | 1999 XE151           | 9 грудня 1999     | Станція Андерсон-Меса      | LONEOS                      |
| (15524) 1999 XO175                    | 1999 XO175           | 10 грудня 1999    | Сокорро (Нью-Мексико)      | LINEAR                      |
| (15525) 1999 XH176                    | 1999 XH176           | 10 грудня 1999    | Сокорро (Нью-Мексико)      | LINEAR                      |
| 15526 Kokura                          | 1999 XH229           | 8 грудня 1999     | Станція Андерсон-Меса      | LONEOS                      |
| (15527) 1999 YY2                      | 1999 YY2             | 16 грудня 1999    | Сокорро (Нью-Мексико)      | LINEAR                      |
| (15528) 2000 AJ10                     | 2000 AJ10            | 3 січня 2000      | Сокорро (Нью-Мексико)      | LINEAR                      |
| (15529) 2000 AA80                     | 2000 AA80            | 5 січня 2000      | Сокорро (Нью-Мексико)      | LINEAR                      |
| 15530 Кубер (Kuber)                   | 2000 AV98            | 5 січня 2000      | Сокорро (Нью-Мексико)      | LINEAR                      |
| (15531) 2000 AV99                     | 2000 AV99            | 5 січня 2000      | Сокорро (Нью-Мексико)      | LINEAR                      |
| (15532) 2000 AP126                    | 2000 AP126           | 5 січня 2000      | Сокорро (Нью-Мексико)      | LINEAR                      |
| (15533) 2000 AP138                    | 2000 AP138           | 5 січня 2000      | Сокорро (Нью-Мексико)      | LINEAR                      |
| (15534) 2000 AQ164                    | 2000 AQ164           | 5 січня 2000      | Сокорро (Нью-Мексико)      | LINEAR                      |
| (15535) 2000 AT177                    | 2000 AT177           | 7 січня 2000      | Сокорро (Нью-Мексико)      | LINEAR                      |
| (15536) 2000 AG191                    | 2000 AG191           | 8 січня 2000      | Сокорро (Нью-Мексико)      | LINEAR                      |
| (15537) 2000 AM199                    | 2000 AM199           | 9 січня 2000      | Сокорро (Нью-Мексико)      | LINEAR                      |
| (15538) 2000 BW14                     | 2000 BW14            | 31 січня 2000     | Обсерваторія Оїдзумі       | Такао Кобаяші               |
| (15539) 2000 CN3                      | 2000 CN3             | 2 лютого 2000     | Сокорро (Нью-Мексико)      | LINEAR                      |
| (15540) 2000 CF18                     | 2000 CF18            | 2 лютого 2000     | Сокорро (Нью-Мексико)      | LINEAR                      |
| (15541) 2000 CN63                     | 2000 CN63            | 2 лютого 2000     | Сокорро (Нью-Мексико)      | LINEAR                      |
| (15542) 2000 DN3                      | 2000 DN3             | 28 лютого 2000    | Вішнянська обсерваторія    | Корадо Корлевіч, Маріо Юріч |
| 15543 Елізатіл (Elizateel)            | 2000 DD96            | 29 лютого 2000    | Сокорро (Нью-Мексико)      | LINEAR                      |
| (15544) 2000 EG17                     | 2000 EG17            | 3 березня 2000    | Сокорро (Нью-Мексико)      | LINEAR                      |
| (15545) 2000 EK46                     | 2000 EK46            | 9 березня 2000    | Сокорро (Нью-Мексико)      | LINEAR                      |
| (15546) 2000 EZ75                     | 2000 EZ75            | 5 березня 2000    | Сокорро (Нью-Мексико)      | LINEAR                      |
| (15547) 2000 ET91                     | 2000 ET91            | 9 березня 2000    | Сокорро (Нью-Мексико)      | LINEAR                      |
| 15548 Kalinowski                      | 2000 EJ147           | 4 березня 2000    | Каталінський огляд         | Каталінський огляд          |
| (15549) 2000 FN                       | 2000 FN              | 25 березня 2000   | Обсерваторія Оїдзумі       | Такао Кобаяші               |
| 15550 Сідней (Sydney)                 | 2000 FR10            | 31 березня 2000   | Обсерваторія Ріді-Крик     | Джон Бротон                 |
| 15551 Педок (Paddock)                 | 2000 FQ25            | 27 березня 2000   | Станція Андерсон-Меса      | LONEOS                      |
| 15552 Sandashounkan                   | 2000 FO26            | 27 березня 2000   | Станція Андерсон-Меса      | LONEOS                      |
| 15553 Карачанґ (Carachang)            | 2000 FG45            | 29 березня 2000   | Сокорро (Нью-Мексико)      | LINEAR                      |
| (15554) 2000 FH46                     | 2000 FH46            | 29 березня 2000   | Сокорро (Нью-Мексико)      | LINEAR                      |
| (15555) 2000 FD49                     | 2000 FD49            | 30 березня 2000   | Сокорро (Нью-Мексико)      | LINEAR                      |
| (15556) 2000 FW49                     | 2000 FW49            | 30 березня 2000   | Сокорро (Нью-Мексико)      | LINEAR                      |
| 15557 Кімкочран (Kimcochran)          | 2000 GV              | 2 квітня 2000     | Обсерваторія Кітт-Пік      | Spacewatch                  |
| (15558) 2000 GR2                      | 2000 GR2             | 3 квітня 2000     | Сокорро (Нью-Мексико)      | LINEAR                      |
| 15559 Ебігейлгайнс (Abigailhines)     | 2000 GR23            | 5 квітня 2000     | Сокорро (Нью-Мексико)      | LINEAR                      |
| (15560) 2000 GR24                     | 2000 GR24            | 5 квітня 2000     | Сокорро (Нью-Мексико)      | LINEAR                      |
| (15561) 2000 GU36                     | 2000 GU36            | 5 квітня 2000     | Сокорро (Нью-Мексико)      | LINEAR                      |
| (15562) 2000 GF48                     | 2000 GF48            | 5 квітня 2000     | Сокорро (Нью-Мексико)      | LINEAR                      |
| 15563 Ремсберґ (Remsberg)             | 2000 GG48            | 5 квітня 2000     | Сокорро (Нью-Мексико)      | LINEAR                      |
| (15564) 2000 GU48                     | 2000 GU48            | 5 квітня 2000     | Сокорро (Нью-Мексико)      | LINEAR                      |
| 15565 Бенджамінстіл (Benjaminsteele)  | 2000 GM49            | 5 квітня 2000     | Сокорро (Нью-Мексико)      | LINEAR                      |
| 15566 Елізабетбейкер (Elizabethbaker) | 2000 GD50            | 5 квітня 2000     | Сокорро (Нью-Мексико)      | LINEAR                      |
| 15567 Джіакомеллі (Giacomelli)        | 2000 GF53            | 5 квітня 2000     | Сокорро (Нью-Мексико)      | LINEAR                      |
| (15568) 2000 GP54                     | 2000 GP54            | 5 квітня 2000     | Сокорро (Нью-Мексико)      | LINEAR                      |
| 15569 Feinberg                        | 2000 GC60            | 5 квітня 2000     | Сокорро (Нью-Мексико)      | LINEAR                      |
| (15570) 2000 GT60                     | 2000 GT60            | 5 квітня 2000     | Сокорро (Нью-Мексико)      | LINEAR                      |
| (15571) 2000 GM61                     | 2000 GM61            | 5 квітня 2000     | Сокорро (Нью-Мексико)      | LINEAR                      |
| (15572) 2000 GH65                     | 2000 GH65            | 5 квітня 2000     | Сокорро (Нью-Мексико)      | LINEAR                      |
| (15573) 2000 GX65                     | 2000 GX65            | 5 квітня 2000     | Сокорро (Нью-Мексико)      | LINEAR                      |
| 15574 Стефаніхасс (Stephaniehass)     | 2000 GF66            | 5 квітня 2000     | Сокорро (Нью-Мексико)      | LINEAR                      |
| (15575) 2000 GC68                     | 2000 GC68            | 5 квітня 2000     | Сокорро (Нью-Мексико)      | LINEAR                      |
| 15576 Мундей (Munday)                 | 2000 GK68            | 5 квітня 2000     | Сокорро (Нью-Мексико)      | LINEAR                      |
| 15577 Ґівільямс (Gywilliams)          | 2000 GN68            | 5 квітня 2000     | Сокорро (Нью-Мексико)      | LINEAR                      |
| (15578) 2000 GW69                     | 2000 GW69            | 5 квітня 2000     | Сокорро (Нью-Мексико)      | LINEAR                      |
| (15579) 2000 GP70                     | 2000 GP70            | 5 квітня 2000     | Сокорро (Нью-Мексико)      | LINEAR                      |
| (15580) 2000 GE71                     | 2000 GE71            | 5 квітня 2000     | Сокорро (Нью-Мексико)      | LINEAR                      |
| (15581) 2000 GV72                     | 2000 GV72            | 5 квітня 2000     | Сокорро (Нью-Мексико)      | LINEAR                      |
| 15582 Расселберроуз (Russellburrows)  | 2000 GZ73            | 5 квітня 2000     | Сокорро (Нью-Мексико)      | LINEAR                      |
| 15583 Ганік (Hanick)                  | 2000 GM74            | 5 квітня 2000     | Сокорро (Нью-Мексико)      | LINEAR                      |
| (15584) 2000 GO74                     | 2000 GO74            | 5 квітня 2000     | Сокорро (Нью-Мексико)      | LINEAR                      |
| (15585) 2000 GR74                     | 2000 GR74            | 5 квітня 2000     | Сокорро (Нью-Мексико)      | LINEAR                      |
| (15586) 2000 GV75                     | 2000 GV75            | 5 квітня 2000     | Сокорро (Нью-Мексико)      | LINEAR                      |
| (15587) 2000 GK76                     | 2000 GK76            | 5 квітня 2000     | Сокорро (Нью-Мексико)      | LINEAR                      |
| (15588) 2000 GO79                     | 2000 GO79            | 5 квітня 2000     | Сокорро (Нью-Мексико)      | LINEAR                      |
| (15589) 2000 GB80                     | 2000 GB80            | 6 квітня 2000     | Сокорро (Нью-Мексико)      | LINEAR                      |
| (15590) 2000 GH82                     | 2000 GH82            | 7 квітня 2000     | Вішнянська обсерваторія    | Корадо Корлевіч             |
| (15591) 2000 GP89                     | 2000 GP89            | 4 квітня 2000     | Сокорро (Нью-Мексико)      | LINEAR                      |
| (15592) 2000 GJ91                     | 2000 GJ91            | 4 квітня 2000     | Сокорро (Нью-Мексико)      | LINEAR                      |
| (15593) 2000 GR93                     | 2000 GR93            | 5 квітня 2000     | Сокорро (Нью-Мексико)      | LINEAR                      |
| 15594 Кастілло (Castillo)             | 2000 GG95            | 6 квітня 2000     | Сокорро (Нью-Мексико)      | LINEAR                      |
| (15595) 2000 GX95                     | 2000 GX95            | 6 квітня 2000     | Сокорро (Нью-Мексико)      | LINEAR                      |
| (15596) 2000 GZ95                     | 2000 GZ95            | 6 квітня 2000     | Сокорро (Нью-Мексико)      | LINEAR                      |
| (15597) 2000 GM96                     | 2000 GM96            | 6 квітня 2000     | Сокорро (Нью-Мексико)      | LINEAR                      |
| (15598) 2000 GP96                     | 2000 GP96            | 6 квітня 2000     | Сокорро (Нью-Мексико)      | LINEAR                      |
| 15599 Річардларсон (Richardlarson)    | 2000 GF99            | 7 квітня 2000     | Сокорро (Нью-Мексико)      | LINEAR                      |
| (15600) 2000 GY103                    | 2000 GY103           | 7 квітня 2000     | Сокорро (Нью-Мексико)      | LINEAR                      |

| ← Астероїди 10001—20000 → |             |             |             |             |             |             |             |             |             |
| 10001—10100               | 11001—11100 | 12001—12100 | 13001—13100 | 14001—14100 | 15001—15100 | 16001—16100 | 17001—17100 | 18001—18100 | 19001—19100 |
| 10101—10200               | 11101—11200 | 12101—12200 | 13101—13200 | 14101—14200 | 15101—15200 | 16101—16200 | 17101—17200 | 18101—18200 | 19101—19200 |
| 10201—10300               | 11201—11300 | 12201—12300 | 13201—13300 | 14201—14300 | 15201—15300 | 16201—16300 | 17201—17300 | 18201—18300 | 19201—19300 |
| 10301—10400               | 11301—11400 | 12301—12400 | 13301—13400 | 14301—14400 | 15301—15400 | 16301—16400 | 17301—17400 | 18301—18400 | 19301—19400 |
| 10401—10500               | 11401—11500 | 12401—12500 | 13401—13500 | 14401—14500 | 15401—15500 | 16401—16500 | 17401—17500 | 18401—18500 | 19401—19500 |
| 10501—10600               | 11501—11600 | 12501—12600 | 13501—13600 | 14501—14600 | 15501—15600 | 16501—16600 | 17501—17600 | 18501—18600 | 19501—19600 |
| 10601—10700               | 11601—11700 | 12601—12700 | 13601—13700 | 14601—14700 | 15601—15700 | 16601—16700 | 17601—17700 | 18601—18700 | 19601—19700 |
| 10701—10800               | 11701—11800 | 12701—12800 | 13701—13800 | 14701—14800 | 15701—15800 | 16701—16800 | 17701—17800 | 18701—18800 | 19701—19800 |
| 10801—10900               | 11801—11900 | 12801—12900 | 13801—13900 | 14801—14900 | 15801—15900 | 16801—16900 | 17801—17900 | 18801—18900 | 19801—19900 |
| 10901—11000               | 11901—12000 | 12901—13000 | 13901—14000 | 14901—15000 | 15901—16000 | 16901—17000 | 17901—18000 | 18901—19000 | 19901—20000 |